# Phyllodes dealbata
Phyllodes dealbata là một loài bướm đêm trong họ Noctuidae.